# Wan Abubakar
Wan Abubakar (sinh ngày 9 tháng 8 năm 1950) là một chính trị gia người Indonesia, từng là đại biểu Hội đồng Đại diện Nhân dân từ năm 2009 đến năm 2014. Ông có một thời gian ngắn giữ chức thống đốc Riau vào năm 2008. Ông từng là phó thống đốc dưới quyền Rusli Zainal từ năm 2003, và khi Zainal từ chức vào tháng 7 năm 2008, Abubakar được bổ nhiệm thống đốc trong phần còn lại của nhiệm kỳ.

## Đầu đời
Abubakar sinh ngày 9 tháng 8 năm 1950 tại huyện Bengkalis. Năm 1975, ông trở thành giáo viên tại một trường do tổ chức Muhammadiyah điều hành. Sau đó, ông nhận bằng cử nhân luật tôn giáo tại học viện ở Pekanbaru (1995), và thạc sĩ hành chính công tại Đại học Satyagama ở Jakarta (2001).

## Sự nghiệp chính trị
Năm 1977, Abubakar được bầu vào Hội đồng Đại diện Nhân dân Khu vực Riau. Ông phục vụ bốn nhiệm kỳ đến năm 1997, sau đó phục vụ nhiệm kỳ thứ năm từ năm 1998 đến năm 2003 với tư cách là thành viên của Đảng Phát triển Thống nhất (PPP).
Abubakar tranh cử với tư cách là ứng cử viên liên danh với Rusli Zainal trong cuộc tranh cử thống đốc năm 2003, với sự ủng hộ của PPP và Đảng Ủy nhiệm Dân tộc, cả hai được bầu trong một chiến thắng bất ngờ đánh bại thống đốc đương nhiệm Saleh Djasit. Vào thời điểm đó, Abubakar giữ chức phó chủ tọa cơ quan lập pháp cấp tỉnh. Nhiệm kỳ của cả hai bắt đầu vào ngày 21 tháng 11 năm 2003.
Khi nhiệm kỳ đầu tiên của họ sắp kết thúc, cả hai không còn ứng cử liên danh vì Abubakar và Zainal có quan hệ không tốt trong nhiệm kỳ. Có lần, Abubakar đã chỉ trích quyết định của Zainal về việc xây dựng bia tưởng niệm bố vợ ông, Ismail Suko, được chi trả từ ngân sách tỉnh. Abubakar nhận được sự ủng hộ của PPP đối với việc ứng cử vị trí thống đốc, nhưng không thể nhận được sự ủng hộ từ các đảng khác. Trong nỗ lực này, Abubakar đệ trình đơn từ chức đến Bộ Nội vụ, nhưng khi thấy rõ cuộc tranh cử thống đốc của mình sẽ thất bại, ông đã đến Jakarta và rút lại đơn từ chức. Zainal lúc này từ chức thống đốc để tái tranh cử, Abubakar tuyên thệ nhậm chức thống đốc kế nhiệm Zainal vào ngày 31 tháng 7 năm 2008. Zainal tái đắc cử và thay thế Abubakar vào ngày 21 tháng 11 năm 2008.
Sau khi kết thúc nhiệm kỳ thống đốc, Abubakar tranh cử vào Hội đồng Đại diện Nhân dân (DPR) trong cuộc bầu cử lập pháp năm 2009. Ông được bầu làm đại biểu của khu vực Riau 1 với 55.030 phiếu bầu. Ông cố gắng tranh cử trong cuộc bầu cử thống đốc năm 2013 ở Riau, nhưng ông không nhận được sự ủng hộ của PPP. Dù vậy, ông cố gắng tranh cử với tư cách là ứng cử viên độc lập, nhưng cuối cùng không nhận đủ sự ủng hộ và việc ứng cử của ông đã bị Ủy ban Tổng tuyển cử loại bỏ. Trong cuộc bầu cử lập pháp năm 2014, ông không tranh cử nhiệm kỳ thứ hai trong DPR, thay vào đó tranh cử với tư cách ứng cử viên cho Hội đồng Đại diện Khu vực, nhưng không trúng cử.
Ông tranh cử nhiệm kỳ thứ hai vào DPR trong cuộc bầu cử năm 2019 với tư cách là ứng cử viên Đảng Ủy nhiệm Dân tộc mà ông gia nhập vào năm 2018. Tuy nhiên, lần nữa ông không trúng cử.

## Gia đình
Ông kết hôn với Wan Elizam Ali, tính đến năm 2009 cả hai có 5 người con.